# Petronella Vlieg
Petronella Vlieg (gestorben 8. März 1737 in Amsterdam) war eine niederländische Schauspielerin.

## Leben
Petronella Vlieg heiratete vor 1688 den Dichter und Schauspieler Daniël Kroon (gest. 1712). Über ihre Herkunft und Jugend ist nichts bekannt. Erste Aufzeichnungen belegen, dass sie mit ihrem Ehemann, Daniël Kroon, 1688 als Teil einer Reisegesellschaft, die hauptsächlich aus Amsterdamer Musikern bestand, auftrat. Ab 1690 spielten beide an der Stadsschouwburg Amsterdam. Etwa zu dieser Zeit wurde ihre Tochter Catharina geboren, die kurz nach der Geburt starb. Ihre im September 1691 geborene Tochter Elisabeth erreichte das Erwachsenenalter, wurde ebenfalls Schauspielerin. Beide Töchter wurden lutherisch getauft.
Bekannt ist, dass Vlieg sowohl in ernsten, als auch in komischen Stücken an der Stadsschouwburg auftrat. Die bekannteste Rolle war die der Pieternel in „Die Hochzeit von Kloris und Roosje“, einer komischen Oper des Dichters Dirk Buysero aus dem 17. Jahrhundert, adaptiert vom Schauspieler Thomas van Malsem. Van Malsem hatte sich die Rolle des alten Bauern Thomasvaer zugewiesen, während Petronella Vlieg die Rolle der Bäuerin Pieternel spielte. Das Stück wurde am 15. Dezember 1707 uraufgeführt. Es wurde ein Erfolg, welches oft wiederholt wurde. Ihr alljährlicher Auftritt als Pieternel hat bei den Zuschauern großen Eindruck hinterlassen und sie wurde für ihr Schauspiel gelobt. Es sind nur wenige weitere Rollen bekannt, die Vlieg spielte. Sie erhielt ein Auftrittshonorar von 1,8 bis 3 Gulden pro Vorstellung, damit gehörte sie nicht zu den bestbezahlten Schauspielerinnen. In ihren späteren Jahren scheint sie viele Rollen als alte Dame gespielt zu haben. So schreibt die Autorin des „Neuen Liedes über die Schauspielerbanden der Amsterdamsche Schouburg“: „Sie spielt alte Bücher sauber / Und sie behält einen guten Ton.“ Auch nach dem Tod ihres Mannes im Jahr 1712 blieb Petronella Vlieg dem Amsterdamer Theater verbunden. Ihre Bühnenkarriere wurde erst durch ihren Tod im Februar 1737 beendet.